# Le signore
Le signore è un film del 1960 diretto da Turi Vasile.

## Trama

Enrico Maria Salerno e Liana Orfei

Renato, detto René, è un parrucchiere alla moda nel cui negozio si intrecciano le storie di quattro annoiate signore borghesi: due di loro, alleate, riescono a far sganciare due milioni e mezzo di lire a un taccagno parvenu; un'altra signora si lascia corteggiare da un giornalista durante una cerimonia funebre; una quarta signora, stufa del marito che mangia troppo, ha un innocente flirt con uno scalcagnato filodrammatico che si fa mantenere da una dattilografa. Una quinta donna, stravagante artista esotica, si reca per la messa in piega nel negozio di René, ma finisce per innamorarsene.. 

## Colonna sonora
- Le signore, di Michele Cozzoli e C. Da Vinci, cantata dal Quartetto Cetra
- Due chitarre, cantata da Nadia Gray
- Un beso, cantata da Chelo Alonso